# Sebastian Heiser
Sebastian Heiser (* 1979) ist ein ehemaliger deutscher investigativer Journalist. Er wurde bekannt mit mehreren Enthüllungen für Die Tageszeitung (Taz). Im Jahr 2015 wurde entdeckt, dass er Kollegen in der Taz mit technischen Mitteln ausspioniert hatte.

## Ausbildung und Werdegang
Heiser studierte Betriebswirtschaftslehre und wurde an der Kölner Journalistenschule für Politik und Wirtschaft ausgebildet. 2007 arbeitete er für kurze Zeit in der Beilagenredaktion der Süddeutschen Zeitung (SZ), wo er für alle Finanzbeilagen zuständig war. Von 2008 bis 2015 arbeitete er für Die Tageszeitung (Taz), zuerst als Redakteur für Landespolitik im Lokalteil Berlin, danach als Rechercheredakteur.
Während dieser Zeit in Berlin engagierte sich Heiser ehrenamtlich als Schöffe bei Gericht. Zugleich bemühte er selbst häufig den Rechtsweg, um Auskunftsrechte gegenüber Behörden einzufordern, die ihm Informationen verweigerten.

## Enthüllungen
2001 verhinderte Heiser als Nachwuchsjournalist von 22 Jahren durch einen Artikel in der Dürener Zeitung den Bau einer Tiefgarage unter dem zentralen Kaiserplatz durch einen unzuverlässigen Bauträger.

### Berliner Wasserverträge
2010 erlangte Heiser überregionale Bekanntheit durch die Veröffentlichung eines Teils der Berliner Wasserverträge bei der Tageszeitung (Taz). Hierbei wurde bekannt, dass Berlin bei der Privatisierung seiner Wasserbetriebe den Käufern hohe Gewinne auf Kosten der Verbraucher garantierte. Das Bürgerbündnis „Berliner Wassertisch“ bestritt 2014 Heisers Darstellung, dieser habe den kompletten Vertrag veröffentlicht. In Wirklichkeit habe Heiser nur Teile des Konsortialvertrages zugespielt bekommen. Mit seiner Behauptung, er habe bereits den ganzen Vertrag veröffentlicht, habe Heiser dem Senat sowie RWE und Veolia, Anteilseignern der Berliner Wasserbetriebe, geholfen. Diese wollten eine Offenlegung des Dokuments inklusive aller Nebenabreden verhindern.

### Käuflichkeit von Zeitungen
Anschließend recherchierte Heiser verdeckt als „Tobias Kaiser“ von der fiktiven Werbeagentur „Coram Publico“ bei zehn renommierten Verlagen deren Käuflichkeit für fremde redaktionelle Inhalte in Anzeigenbeilagen, also verbotene Schleichwerbung. Die Ergebnisse erschienen im April 2011 in der Taz. und lösten lebhafte Reaktionen aus, die später das Medienmagazin Zapp in einem Beitrag aufgriff und dabei Videomaterial Heisers sowie Interviews mit ihm und Hubertus Gersdorf verwendete. Auch die nicht betroffene SZ berichtete wohlwollend, monierte nur den „lauten Titel“ und die „klebrigen“ Cartoons der Taz zum Thema.
Im Ergebnis wiesen nur die Bildzeitung, Der Spiegel und das Handelsblatt Heisers Angebote grundsätzlich ab, während sich die Frankfurter Rundschau, Die Zeit, das Neue Deutschland und der WAZ-Verlag in unterschiedlichem Maße offen zeigten für eine redaktionelle Einflussnahme von Werbekunden zumindest im Bereich der Beilagen, was Gersdorf als Professor für Kommunikationsrecht im Gespräch mit Zapp scharf verurteilte.
Jedoch scheiterte Heisers Versuch, im Zuge der Veröffentlichung in der Taz auch Erfahrungen aus seiner Zeit als Beilagenredakteur bei der Süddeutschen Zeitung zu schildern. Diese hatte er bereits zuvor erfolglos mehreren anderen Redaktionen angeboten, die journalistisch unzulässige Methoden geltend machten. Heiser hatte Gespräche mit seinen damaligen Kollegen ohne deren Wissen mitgeschnitten, obwohl solche Aufnahmen verboten sind. Nachdem der Justitiar der Taz bereits Bedenken gegen die Veröffentlichung der neuen Recherchen angemeldet hatte, erlaubte die Chefredaktion diese nur unter Aussparung der Zeit bei der SZ. Daraufhin veröffentlichte Heiser Anfang 2015 auf eigene Verantwortung 60 Seiten im eigens dafür geschaffenen Blog, inklusive Audiodateien mit den heimlich aufgenommenen Gesprächen bei der SZ. Die SZ wies die Vorwürfe zurück und behauptete, Heiser habe damals auch keine Vorgesetzten informiert, was dieser mit einer weiteren verdeckten Tonaufnahme widerlegte.

## Ausspähen eigener Kollegen
2015 wurde entdeckt, dass Heiser Kollegen der Taz über einen Zeitraum von mindestens einem Jahr mit einem Keylogger ausspioniert hatte. Die Taz kündigte daraufhin das Arbeitsverhältnis und erstattete Strafanzeige. Im Juni 2016 veröffentlichte sie eine umfassende Rekonstruktion. Danach soll Heiser die Daten von mindestens 23 Personen abgefangen haben, darunter 19 Frauen, die meist als Praktikantinnen beim Blatt gearbeitet hatten. Heiser habe unter anderem Passwörter und E-Mails mitgeschnitten und sich in mindestens einem Fall Zugang zu einem fremden Facebook-Account verschafft.
Kurz nach Entdeckung des Keyloggers und seiner Entlassung bei der Taz verzog Heiser nach Kambodscha. Ende 2016 klagte ihn die Staatsanwaltschaft wegen Abfangens und Ausspähens von Daten in 14 Fällen an. 2017 erließ das Gericht in Abwesenheit einen Strafbefehl über 160 Tagessätze à 40 Euro, der rechtskräftig wurde, da Heiser ihn akzeptierte. Heiser ist seitdem rechtskräftig verurteilt und vorbestraft. Da weder die Geldstrafe beglichen bzw. die Ersatzfreiheitsstrafe angetreten wurde, erging 2018 ein Vollstreckungshaftbefehl gegen Heiser.

## Rezeption
2010 wählte ihn das Medium Magazin, unter anderem aufgrund der Offenlegung der Berliner Wasserverträge, zum „Newcomer des Jahres“. In der Begründung lobte die Jury „seine selbstkritische journalistische Grundhaltung“ als „außergewohnlich“.
Volker Lilienthal bewertete die Audioaufzeichnungen Heisers in der SZ als Verletzung des Redaktionsgeheimnisses und „Unding“. Gleichwohl hielt er das Thema Schleichwerbung in der Presse für sehr diskussionswürdig.